# Catarhoe medioalba
Catarhoe medioalba là một loài bướm đêm trong họ Geometridae.